# Đoàn Nhữ Hài
Đoàn Nhữ Hài (chữ Hán: 段汝諧, 1280-1335), biểu tự Thuấn Thần (舜臣), người làng Hội Xuyên, huyện Trường Tân, lộ Hồng Châu (nay là huyện Gia Lộc, tỉnh Hải Dương), là một danh thần đời nhà Trần. Ông làm quan trải ba đời vua Trần Anh Tông (1293-1314), Trần Minh Tông (1314-1329) và Trần Hiến Tông (1329-1341), là người có năng lực hoạt động về ngoại giao và nội trị, lần lượt nắm giữ các chức vụ Ngự sử trung tán, Tham tri chính sự, Hành khiển, Thiên tử chiêu dụ sứ, Kinh lược Nghệ An. Ông hy sinh trong cuộc chinh phạt Ai Lao năm 1335.

## Tuổi trẻ nắm trọng quyền
Khi còn trẻ, Đoàn Nhữ Hài lên kinh thành Thăng Long du học, ở trọ tại chùa Tư Phúc. Trong một dịp tình cờ, ông được gặp gỡ vua Trần Anh Tông và giúp nhà vua thoát khỏi một cơn giận của Thượng hoàng Trần Nhân Tông nên bắt đầu được vua tin dùng.
Chuyện xảy ra vào tháng 5 năm Kỷ Hợi (1299), sau khi vua Trần Anh Tông lên ngôi được khoảng sáu năm. Một hôm, Thượng hoàng Trần Nhân Tông, lúc này đã dời tới sống ở phủ Thiên Trường, đột xuất về Thăng Long để kiểm tra công việc của vua Anh Tông. Còn nhà vua thì đang cùng bề tôi uống rượu xương bồ tới say khướt.
Theo sách Đại Việt sử ký toàn thư, Thượng hoàng đi khắp các cung điện từ giờ Thìn đến giờ Tỵ (khoảng từ bảy giờ đến 11 giờ sáng) mà vẫn không thấy vua Trần Anh Tông. Khi được biết vì uống rượu đêm qua quá say mà đến giờ đó vua vẫn chưa dậy được, Thượng hoàng nổi trận lôi đình, "lập tức trở về Thiên Trường, xuống chiếu cho các quan ngay ngày mai đều phải tới phủ Thiên Trường để điểm danh, ai trái lệnh sẽ bị xử tội".
Đến giờ Mùi (từ một đến ba giờ chiều), Anh Tông mới tỉnh dậy. Vua hay chuyện rất hoảng hốt. Nhìn quẩn nhìn quanh không thấy những bề tôi thân tín đâu cả, vua bèn ra khỏi cung, nhằm hướng sông Nhị cho đỡ bức bối, tới cửa chùa Tư Phúc, vua gặp Đoàn Nhữ Hài ngồi đọc sách và nhờ ông soạn bài biểu tạ tội với Thượng hoàng.
Đoàn Nhữ Hài đứng trước mặt vua, trong chốc lát đã soạn xong tờ biểu, lời lẽ đầy ân hận và cảm động. Vua bèn lấy thuyền nhẹ nhằm hướng Thiên Trường đi ngay, cho Đoàn Nhữ Hài theo. Tới rạng sáng hôm sau thì tới. Vua sai Đoàn Nhữ Hài vào phủ dâng biểu cho Thượng hoàng. Thượng hoàng giận, giả bộ không thèm để ý đến, mặc Đoàn Nhữ Hài cứ quỳ trước cửa điện. Chiều hôm ấy thời tiết xấu, trời bỗng nhiên nổi mưa to gió lớn. Đoàn Nhữ Hài vẫn quỳ nguyên tại chỗ không nhúc nhích. Động lòng, Thượng hoàng sai nội nhân ra cầm tờ biểu tạ tội vào. Đọc xong, Thượng hoàng khen tờ biểu viết khéo, quở trách Anh Tông nghiêm khắc rồi tha cho về.
Đại Việt sử ký toàn thư chép:
Sáng sớm hôm sau, vua tới phủ Thiên Trường, dâng biểu tạ tội. Thượng hoàng thấy Nhữ Hài, liền hỏi là người nào. Nội nhân trả lời là người dâng biểu của Quan gia. Thượng hoàng không nói gì.
Buổi chiều, mưa gió ập đến. Nhữ Hài vẫn cứ quỳ không nhúc nhích. Thượng hoàng hỏi: "Người ở trong sân có còn đấy không?". Nội nhân đáp rằng còn. Thượng hoàng bèn sai nhận biểu để xem, thấy lời lẽ khẩn thiết cho gọi vua vào bảo:
"Trẫm còn có con khác, cũng có thể nối ngôi được. Trẫm đang sống mà ngươi còn như thế, huống chi sau này?".
Vua rập đầu tạ tội. Thượng hoàng hỏi: "Ai soạn biểu cho ngươi".
Vua thưa: "Đó là thư sinh Đoàn Nhữ Hài".
Thượng hoàng bèn gọi Nhữ Hài vào và bảo: "Bài biểu ngươi soạn, rất hợp lòng trẫm".
Rồi xuống chiếu cho Quan gia lại vẫn làm vua; các quan về triều như cũ.
Trở về kinh sư, vua Trần Anh Tông ngay lập tức phong Đoàn Nhữ Hài làm Ngự sử trung tán, chức quan đứng hàng thứ hai ở Ngự sử Đài, có nhiệm vụ can gián, đàn hặc nhà vua. Khi ấy ông chưa tới 20 tuổi. Việc một thư sinh trẻ tuổi chưa hề đỗ đạt gì, lại không phải hoàng thân quốc thích, mà được đưa lên một cương vị trọng yếu như vậy đã không khỏi khiến thiên hạ đàm tiếu, nhưng Đoàn Nhữ Hài đã cố gắng hoàn thành trọng trách của mình.

## Đối phó với Chiêm Thành

### Đi sứ
Đoàn Nhữ Hài làm quan được lòng cả vua Anh Tông và Thượng hoàng Nhân Tông. Tháng 10 năm Quý Mão (1303), ông được thăng chức Tham tri chính sự nhờ có công trong một chuyến đi sứ Chiêm Thành trước đó.
Đại Việt sử ký toàn thư chép:
Trước đây, sứ nước ta tới Chiêm Thành, đều lạy chúa Chiêm trước, rồi sau mới mở chiếu thư. Đến khi Nhữ Hài tới, liền bưng ngay chiếu thư để lên trên án và nói với chúa Chiêm:
"Từ khi sứ thiên triều mang chiếu thư của thiên tử sang, xa cách ánh sáng lâu ngày, nay mở chiếu thư, thực như trông thấy mặt thiên tử, tôi phải lạy chiếu thư đã, rồi mới tuyên đọc sau". Rồi lập tức hướng vào tờ chiếu mà lạy. Lúc ấy, chúa Chiêm đứng bên cạnh, lạy thế không khỏi có chút chưa ổn, nhưng lấy cớ mà lạy chiếu thư thì về lý là thuận, mà sứ tiết cũng không phải khuất.
Hôm sau, Nhữ Hài treo bảng cấm buôn bán ở Tỳ Ni (bến cảng của Chiêm Thành, nơi tụ tập các thuyền buôn, nay ở vào khoảng thành phố Quy Nhơn), tuyên đọc xong, treo bảng lên, lại gọi viên coi cảng đến bảo:"Chỗ này người buôn bán tụ họp phức tạp, lại là bến tàu xung yếu, khó giữ gìn, sứ thần về rồi, cất ngay bảng đi, đừng để mất".
Ý ông cho rằng Chiêm Thành tuy đã thần phục, nhưng thực ra chưa chịu nội phụ, bảng cấm rốt cục cũng bị bỏ đi, cho nên nói trước như vậy, không để tự họ làm như thế. Sau này, đi sứ Chiêm Thành, không lạy chúa Chiêm là bắt đầu từ Nhữ Hài. Khi về nước, vua rất khen ngợi ông và quyết ý dùng vào chức to, cho nên có lệnh này.
Sau sự kiện đó, Đoàn Nhữ Hài càng được vua Anh Tông sủng ái. Tháng 12 năm Giáp Thìn (1304), ông lại được thăng chức một lần nữa, bổ chức Tri khu mật viện sự. Triều nhà Trần, chức vụ đó rất quan trọng, thường chỉ giao cho những người tôn thất. Đặc ân này khẳng định sự đánh giá cao đặc biệt của vua Anh Tông dành cho Đoàn Nhữ Hài. Sau đó, ông còn được giao những nhiệm vụ quan trọng như việc đi phủ dụ hai châu Ô, Lý mới được nhập vào Đại Việt và đổi tên thành châu Thuận, châu Hóa. Việc này diễn ra năm 1307.

### Chinh phạt
Trong cuộc dấy binh chinh phạt Chiêm Thành năm Tân Hợi (1311) của vua Trần Anh Tông, Đoàn Nhữ Hài góp phần quan trọng để giành lấy thắng lợi mà không hề tốn xương máu.
Đại Việt sử ký toàn thư chép:
Trước đó, Chế Chí sai người sang cống. Người ấy là trại chủ Câu Chiêm. Vua sai Đoàn Nhữ Hài bí mật ước hẹn với hắn. Đến khi vua đích thân đi đánh, đến phủ Lâm Bình chia quân làm ba đường: Huệ Vũ Vương Trần Quốc Chẩn theo đường núi, Nhân Huệ Vương Khánh Dư theo đường biển, vua tự dẫn sáu quân theo đường bộ; thủy bộ cùng tiến. Lấy Đoàn Nhữ Hài làm Thiên tử chiêu dụ sứ đi trước.
Vua đến Câu Chiêm dừng lại. Nhữ Hài sai người tới chỗ trại chủ, nói rõ ý yêu cầu quốc chủ ra hàng. Trại chủ báo cáo với Chế Chí. Chế Chí nghe theo, đem gia thuộc đi đường biển tới hàng. Nhân Huệ Vương đem quân đuổi theo. Nhữ Hài lập tức chạy thư tâu rằng: "Khánh Dư muốn cướp công vua".
Vua giận lắm, sai bắt giám quân của Khánh Dư là Nguyễn Ngỗi đem chặt chân. Nhân Huệ sợ, sai ngự doanh tạ tội nói rằng: "Thần sợ nó đến giữa biển lại đổi bụng khác, nên mới chặn đằng sau thôi".
Vua nguôi giận, sai chia quân đi tuần các bộ lạc. Người Chiêm tụ tập định đánh vào ngự doanh. Tiếng voi đã gần, quân sĩ có vẻ lo sợ. Được vài hôm, quân của Huệ Vũ Vương tự tìm đường mà tới, người Chiêm chạy tan. Trận đánh không mất một mũi tên mà Chiêm Thành bị dẹp, đó là công sức của Nhữ Hài.

## Tử trận

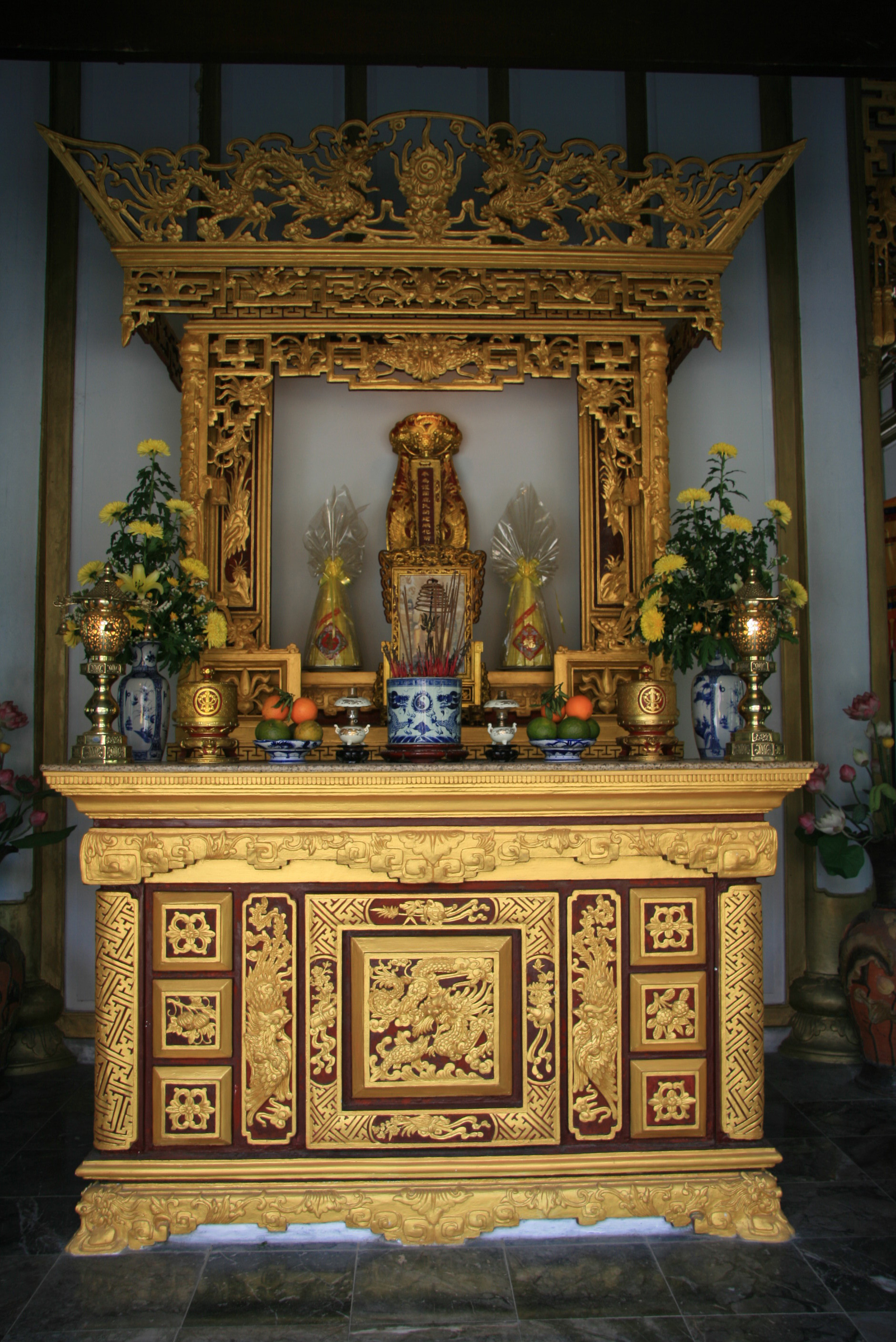
Bàn thờ Đoàn Nhữ Hài tại Huyền Trân Công Chúa điện, Huế

Năm Ất Hợi (1335), dưới triều vua Trần Hiến Tông, biên giới phía Tây Đại Việt bị Ai Lao quấy nhiễu. Quân Ai Lao xâm phạm cả ấp Nam Nhung thuộc đất Nghệ An. Lúc này, Đoàn Nhữ Hài đang chỉ huy quân Thần Vũ và Thần Sách, kiêm chức Kinh lược Địa sứ Nghệ An nên được trao chức đốc tướng khi Thượng hoàng Minh Tông thân chinh đi đánh Ai Lao.
Đại Việt sử ký toàn thư chép:
Trước đó, Thượng hoàng đã bàn việc đánh Ai Lao mà không đi được. Đến đây lại bàn việc thân chinh, nhưng bị đau mắt. Có người xin hoãn việc xuất quân. Thượng hoàng nói: "Năm ngoái định thân chinh rồi không được, năm nay lại vì đau mắt mà hoãn xuất quân, thiên hạ sẽ bảo ta là nhát, nếu giặc phương Bắc xâm lấn thì ta còn nhờ cậy vào đâu?"
Đoàn Nhữ Hài, vốn xuất thân là một văn quan, không có tầm nhìn chiến lược và kinh nghiệm trận mạc của võ tướng đích thực, đã nhận định sai lầm về tình hình quân đội hai bên. Ông đoán định quân Ai Lao giữ đất Nam Nhung "ít và yếu, đánh nhất định thắng". Không chỉ tham vọng tiêu diệt lực lượng quân địch ở đây, Đoàn Nhữ Hài còn định sau khi thắng trận, sẽ bắt được tù binh theo dòng sông La xuôi xuống, để phô trương sức mạnh Đại Việt với thiên hạ.
Nhưng trận đánh trên thực tế đã diễn ra hoàn toàn ngoài tầm kiểm soát của Đoàn Nhữ Hài. Ngày giao chiến, mây mù che tối, quân Ai Lao phục sẵn voi ngựa, hai mặt giáp công. Quân của Đoàn Nhữ Hài bị đánh thua tan tác, bản thân ông sa xuống nước chết đuối. Sau thất bại đó của Đoàn Nhữ Hài, Thượng hoàng Minh Tông cho rằng ông đã thất trận chỉ vì muốn lập kỳ công, có nói: "Thế mới biết sự mong muốn của con người không thể vượt quá giới hạn được!"
Đoan Nhữ Hài được thờ tại đình thôn An Tân Xã Gia Tân Huyện Gia Lộc Tỉnh Hải Dương là thành hoàng của thôn làng này

## Tên đường
Ở Quận 4, Thành phố Hồ Chí Minh có một con đường mang tên ông nhưng lại viết là Đoàn Như Hài.
Tại Huế, tên ông được đặt tên cho một con đường đi lên đền thờ Huyền Trân công chúa tới lăng Đồng Khánh thuộc khu vực Thủy Xuân - phường Đúc (xã Thủy Xuân) nhưng bị ghi nhầm thành Đoàn Nhữ Hải.
Tại Đà Nẵng, Vinh, Thành phố Nam Định, Thành phố Hải Dương, Hạ Long và nhiều thành phố khác đều có đường phố mang tên Đoàn Nhữ Hài.
Tại quận Hoàn Kiếm, Hà Nội có một ngõ nhỏ mang tên ngõ Đoàn Nhữ Hài - ngõ chỉ có mấy nhà ở một phía của ngõ, có vài quán ăn nhỏ, phía bên kia là tường cơ quan gần phố Nguyễn Du, Hà Hồi chứ chưa có phố Đoàn Nhữ Hài.